# Marisa Masullo
Marisa Masullo (Italia, 8 de mayo de 1959) es una atleta italiana retirada especializada en la prueba de 60 m, en la que consiguió ser medallista de bronce europea en pista cubierta en 1983.

## Carrera deportiva
En la Universiada de Verano de Bucarest 1981 ganó la medalla de plata en los 200 metros, con un tiempo de 23.16 segundos, tras la británica Kathy Smallwood  y por delante de la soviética Irina Nazarova  (bronce con 23.45 segundos).
Dos años después, en el Campeonato Europeo de Atletismo en Pista Cubierta de 1983 ganó la medalla de bronce en los 60 metros, con un tiempo de 7.19 segundos, tras las alemanas Marlies Göhr  (oro con 7.09 segundos que fue récord de los campeonatos) y Silke Gladisch.